# ایدی آدامز
ایدی آدامز (انگلیسی: Eadie Adams; ۸ اوت ۱۹۰۷ – ۳۰ مارس ۱۹۸۳) یک هنرپیشه اهل ایالات متحده آمریکا بود.
او بین سال‌های ۱۹۳۵ تا۱۹۳۷ در چندین فیلم دیده شد.